# Katastralgemeinde St. Veit an der Glan
Die Katastralgemeinde St. Veit an der Glan ist eine von sieben Katastralgemeinden der Stadtgemeinde Sankt Veit an der Glan im Bezirk Sankt Veit an der Glan in Kärnten, in Österreich. Sie hat eine Fläche von 868,3 ha
Die Katastralgemeinde gehört zum Sprengel des Vermessungsamtes Klagenfurt.

## Lage
Die Katastralgemeinde liegt im Norden der Gemeinde Sankt Veit an der Glan, im Süden des Bezirks Sankt Veit an der Glan. Landschaftlich umfasst sie den Übergangsbereich vom Glantal zum Zollfeld sowie mit dem auf ihr befindlichen Teil des Muraunbergs Randbereiche des Glantaler Berglands. Die Katastralgemeinde erstreckt sich über eine Höhenlage von 462 m ü. A. an der Glan bis zu 669 m ü. A. nahe dem Gipfel des Muraunbergs. 

## Ortschaften
Auf dem Gebiet der Katastralgemeinde St. Veit an der Glan liegt der Großteil der Ortschaft Sankt Veit an der Glan, nämlich deren historisches Stadtzentrum sowie die fünf ehemaligen Vorstädte, die im 19. Jahrhundert zeitweise als eigene Ortschaften geführt wurden (Friesacher Vorstadt, Klagenfurter Vorstadt, Villacher Vorstadt, Völkermarkter Vorstadt, Weitensfelder Vorstadt). Einzig jener Teil der heute zur Gänze zur Ortschaft St. Veit an der Glan gehörenden Siedlung Glandorf, der erst 1958 im Zuge einer Gemeindefusion an die Stadtgemeinde St. Veit an der Glan fiel, befindet sich außerhalb des Gebiets der Katastralgemeinde St. Veit an der Glan.

## Vermessungsamt-Sprengel
Die Katastralgemeinde gehört seit 1. Jänner 1998 zum Sprengel des Vermessungsamtes Klagenfurt. Davor war sie Teil des Sprengels des Vermessungsamtes St. Veit an der Glan.

## Geschichte
Ende des 18. Jahrhunderts wurden die Kärntner Steuergemeinden (später: Katastralgemeinden) gebildet und Steuerbezirken zugeordnet. Die Steuergemeinde St. Veit wurde Teil des Steuerbezirks St. Veit.
Im Zuge der Reformen nach der Revolution 1848/49 wurden in Kärnten die Steuerbezirke aufgelöst und Ortsgemeinden gebildet, die jeweils das Gebiet einer oder mehrerer Steuergemeinden umfassten. Auf dem Gebiet der Steuer- bzw. Katastralgemeinde St. Veit wurde die Stadtgemeinde Sankt Veit an der Glan errichtet. Die Größe der Katastralgemeinde wurde 1854 mit 1.480 Österreichischen Joch und 592 Klaftern (ca. 852 ha) angegeben; damals lebten 1.575 Personen auf dem Gebiet der Katastralgemeinde. 1962 wurde die Katastralgemeinde um etwa 12 ha Fläche vergrößert; das betroffene Gebiet (heute der Bereich um das Haus Flussgasse 150), das bis dahin zur Katastralgemeinde Goggerwenig der Gemeinde St. Georgen am Längsee gehört hatte, war durch die Glanregulierung nur mehr von St. Veiter Gebiet aus erreichbar.
Die Katastralgemeinde St. Veit an der Glan gehörte ab 1850 zum politischen Bezirk Sankt Veit an der Glan und zum Gerichtsbezirk Sankt Veit an der Glan. 1854 bis 1868 gehörte sie zum Gemischten Bezirk Sankt Veit an der Glan. Seit der Reform 1868 ist sie wieder Teil des politischen Bezirks Sankt Veit an der Glan und des Gerichtsbezirks Sankt Veit an der Glan.